# John N. Wiebe
 (mars 2019).
Si vous disposez d'ouvrages ou d'articles de référence ou si vous connaissez des sites web de qualité traitant du thème abordé ici, merci de compléter l'article en donnant les références utiles à sa vérifiabilité et en les liant à la section « Notes et références ».
John N. Wiebe, né le 31 mai 1936 et mort le 16 avril 2007 est une  personnalité politique canadienne qui fut Lieutenant-gouverneur de la province de la Saskatchewan de 1994 à 1999.